# 第24F海軍航空隊
第24F海軍航空隊（だい24Fかいぐんこうくうたい、仏: Flottille 24F）は、フランス海軍海軍航空隊哨戒・海洋監視航空群隷下の哨戒機部隊。第一次世界大戦中の1917年にカマレ＝シュル＝メールで編成された航空センターを起源とし、1952年6月15日にラン＝ビウエ海軍航空基地で
編成された。ラン＝ビウエ海軍航空基地に所在し、哨戒機にファルコン 50MSを運用する。

## 歴史
第24F海軍航空隊は、第一次世界大戦中の1917年にカマレ＝シュル＝メールで編成された航空センターを起源とし、1952年6月15日にアブロランカスター飛行隊としてラン＝ビウエ海軍航空基地で編成された。フランス領インドシナで勃発したインドシナ戦争に投入され、カマウ、タンチャウ、タイランド湾での偵察任務を実施し、地上部隊の支援を行った。1954年8月1日にラン＝ビウエ海軍航空基地へ帰還後、大西洋沿岸の哨戒任務に就いたほか、モーリタニア、チャド、アデン湾、オトラント海峡、紅海、コンゴでの哨戒任務も実施している。
第24F海軍航空隊は1998年9月1日に一度解隊され、2000年3月10日に第2S飛行中隊の任務と所属機を引き継ぐ形でラン＝ビウエ海軍航空基地で再編成された。2010年に所属機のエンブラエルEMB 121ANが第28F海軍航空隊に全機移管され、ダッソーファルコン 50MSのみを運用する。

## 配備基地の変遷
- ラン＝ビウエ海軍航空基地（ブルターニュ地域圏モルビアン県）（1952年6月 - 1954年4月）
- タン＝ソン＝ニェット第191空軍基地（フランス語版）（フランス領インドシナ）（1954年5月 - 1954年8月）
- ラン＝ビウエ海軍航空基地（ブルターニュ地域圏モルビアン県）（1954年8月 - 1998年8月）
- ラン＝ビウエ海軍航空基地（ブルターニュ地域圏モルビアン県）（2000年3月 - ）

## 歴代運用機

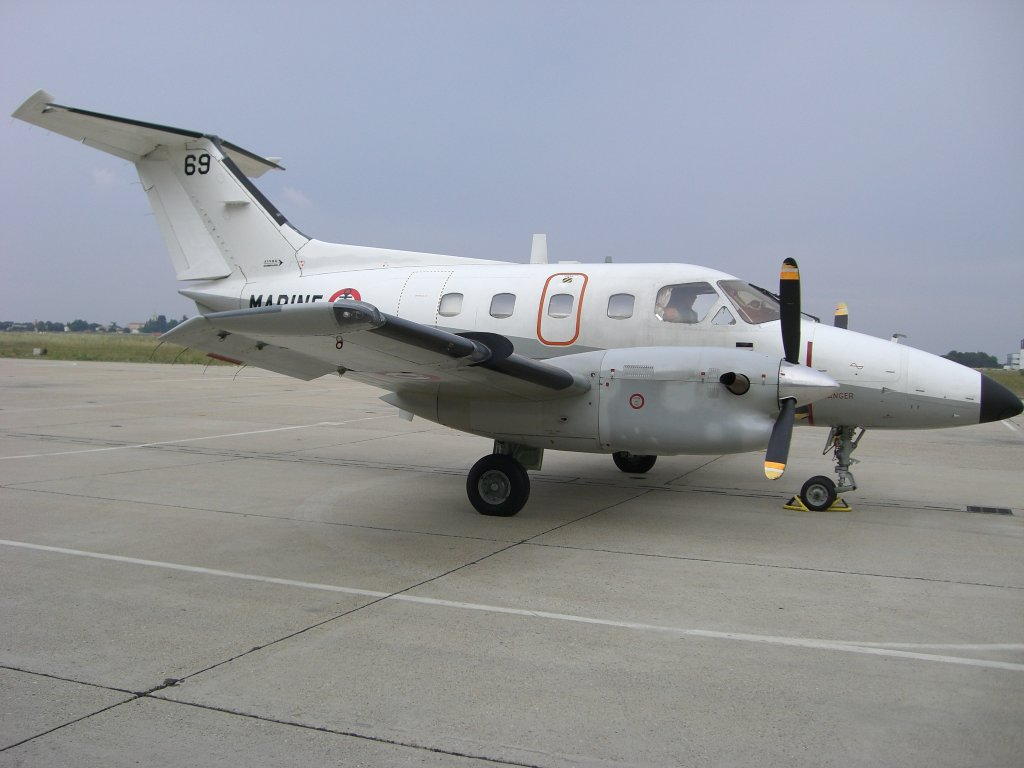
第24F海軍航空隊で運用したEMB 121AN

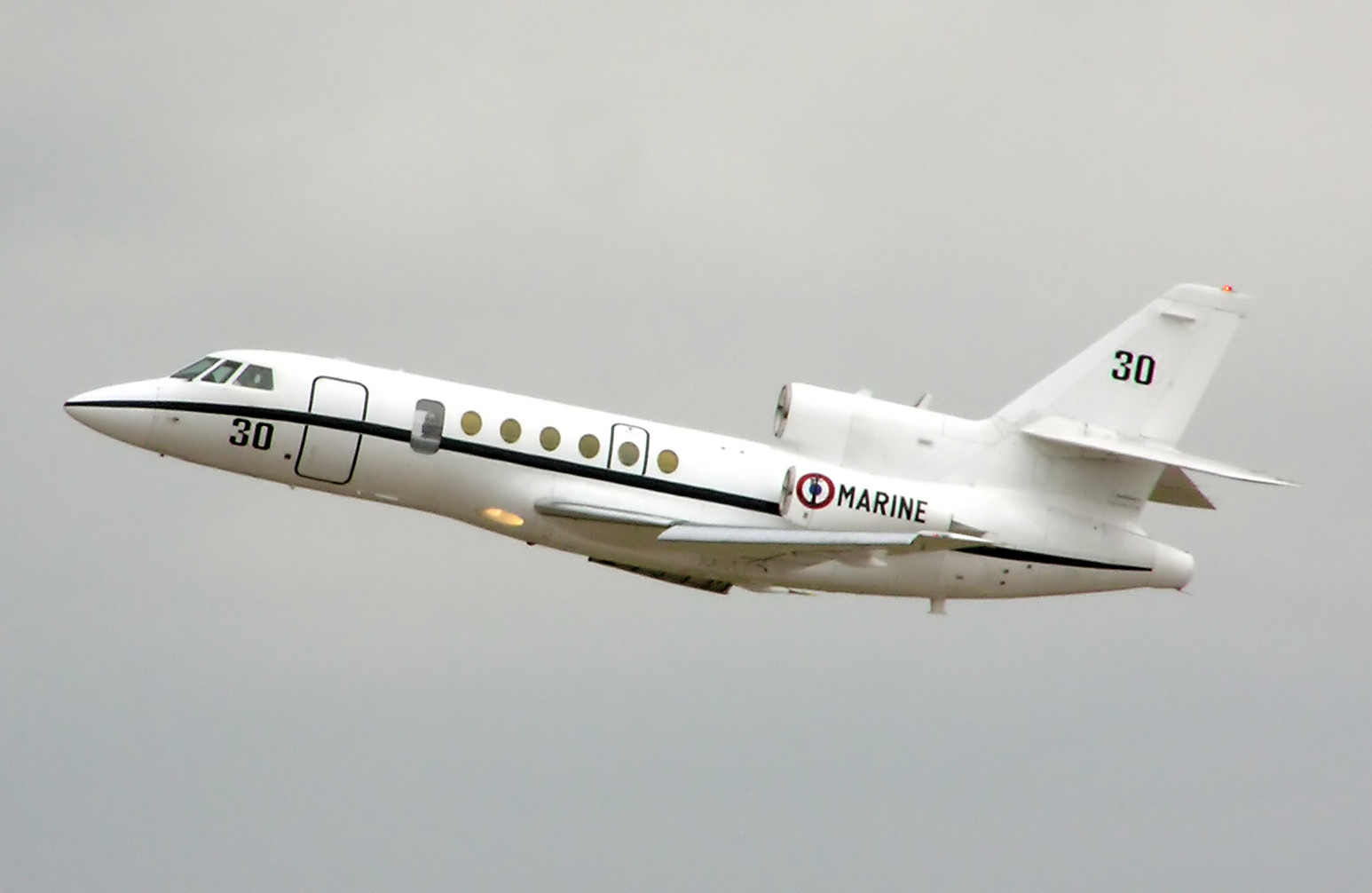
第24F海軍航空隊で運用するファルコン 50MS

- ランカスター （1952年6月 - 1954年4月）
- PB4Y-2 （1954年5月 - 1954年9月）
- ランカスター（1954年10月 - 1958年3月）
- P2V-7（1958年3月 - 1967年5月）
- アトランティック（1967年5月 - 1992年11月）
- アトランティック2（1992年11月 - 1998年9月）
- ノール262E（2000年3月 - 2001年3月）
- EMB 121AN（2000年3月 - 2010年10月）
- ファルコン 50MS（2000年3月 - ）